# Donald Comics & Mehr
Donald Comics & Mehr war eine Comic-Magazin-Reihe des Egmont Ehapa Verlags, die von 1999 bis 2000 erschien und die Nachfolgepublikation der Donald-Duck-Taschenbücher darstellt. Die Bände sind größer und um knapp 60 Seiten dicker als die Donald Duck-Hundertseiter.

## Geschichte
Da die Verkaufszahlen des Donald-Duck-Taschenbuchs bis Ende 1998 stark gesunken waren, versuchte man im Januar 1999, passend zum 65. Geburtstag Donalds, einen Neustart. Durch auffälligere Gestaltung der Titel- und Rückseiten versuchte man Aufmerksamkeit zu erregen. Die jüngeren Leser sollten zudem durch zusätzliche Redaktionsseiten angelockt werden. Zu guter Letzt sollten Comics zu den Fernsehserien Darkwing Duck, Goofy & Max und DuckTales eine ähnliche Kundschaft wie früher das Magazin Limit anlocken.
Das Projekt scheiterte jedoch und wurde nach 19 Ausgaben eingestellt. Erst im Juni 2010 begann mit Donald Duck & Co. wieder eine dünnere Taschenbuchreihe in Deutschland.

## Rubriken
Sowohl die Redaktionsseiten als auch die Comics wurden in Rubriken eingeteilt, wobei manche Rubriken eindeutiger definiert waren als andere:
- Comicwelten: In dieser Rubrik erschienen vornehmlich Comics zu (älteren) TV-Serien.
- Rätselspaß: Rätsel
- Doppelpack: Zwei Comics zu je einem Thema, das von Ausgabe zu Ausgabe wechselte. Außerdem befanden sich in dieser Rubrik Psychotests, Witze und Extraseiten mit Informationen zum Thema in dieser Rubrik.
- Donalds verrückte Welt: Ein Comic mit Extraseiten zu einem Thema, dass in jeder Ausgabe ein anderes war. Eine Doppelseite befasste sich mit Comicausschnitten (Panels und Zitaten) aus anderen Geschichten, die zum Thema passten.
- Krimiwelten: Comics zum Thema Krimi, meistens Nachdrucke aus Ein Fall für Micky, aber auch Comics mit Phantomias oder der Panzerknackerbande. Dazu ein Rätselcomic und Witze.
- Unglaubliche Geschichten: Comics aus dem Bereich Mystery und Fantasy: Monster, Gespenster und Aliens tauchten in den Geschichten in dieser Rubrik regelmäßig auf. Dazu gab es Witze, Informationsseiten und Rätsel, Quiz- und Testseiten.
- Listen, Lacher, lose Sprüche: Witze, lustige Fakten und Hit- beziehungsweise Rekordlisten. Außerdem gab es eine Unterrubrik namens Häufchen des Monats, in der monatlich ein Exkrement eines Tieres beschrieben wurde.
- Action & Abenteuer: Comics, passend zum Rubriktitel aus den Genres Abenteuer und Action.
- Die härtesten Typen/Taffe Typen: Informationen über „harte“ Berufe.

## Sonstige Informationen
- Im Gegensatz zu seinem Vorgänger hatte Donald-Comics & Mehr ein Buchrückenmotiv, das auf die Ausgaben eines Jahres verteilt war. Da die Reihe im zweiten Jahr abgebrochen wurde, ist nur das erste Motiv vollendet.

## Quelle
- Duckipedia-Artikel über Donald Comics & Mehr, aufgerufen am: 25. Oktober 2018